# Saint-Cœur-de-Marie
Pour les articles homonymes, voir Église Saint-Cœur-de-Marie, Filles du Saint-Cœur de Marie et Société du Saint-Cœur de Marie.
Saint-Cœur-de-Marie ou Mistouk est un secteur de la ville d'Alma au Québec (Canada) d’une population de 3 225 habitants en 2011. Cette ancienne municipalité est fusionnée depuis 1979 à Delisle qui a été fusionnée à Alma en 2002.

## Personnalités associées
- Lucien Bouchard, premier ministre du Québec de 1996 à 2001
- Jean-Baptiste Lebel, entrepreneur forestier
- Jean-Guy Lemieux (1947-), homme politique québécois, député libéral de 1985 à 1994 et candidat à la mairie de la ville de Québec
- Lieu de repos de Malek Siméon, beau-père d'Almanda Siméon (personnage principale du roman Kukum)[1]

## Galerie

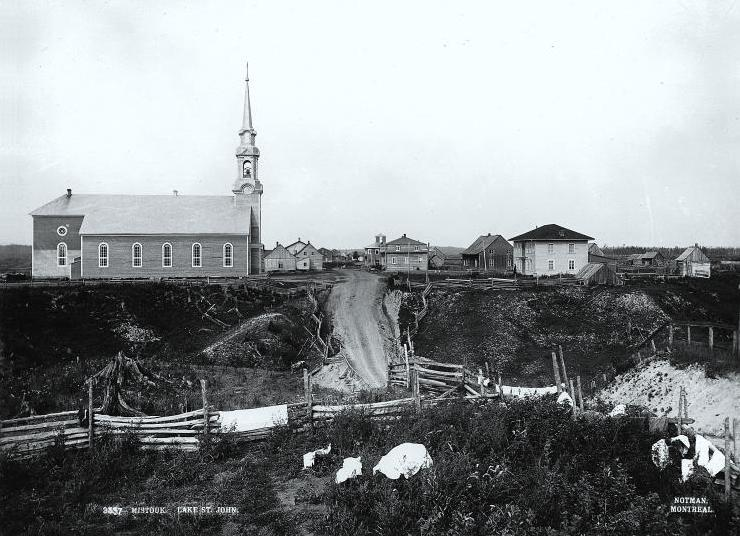
Mistouk, vers 1903
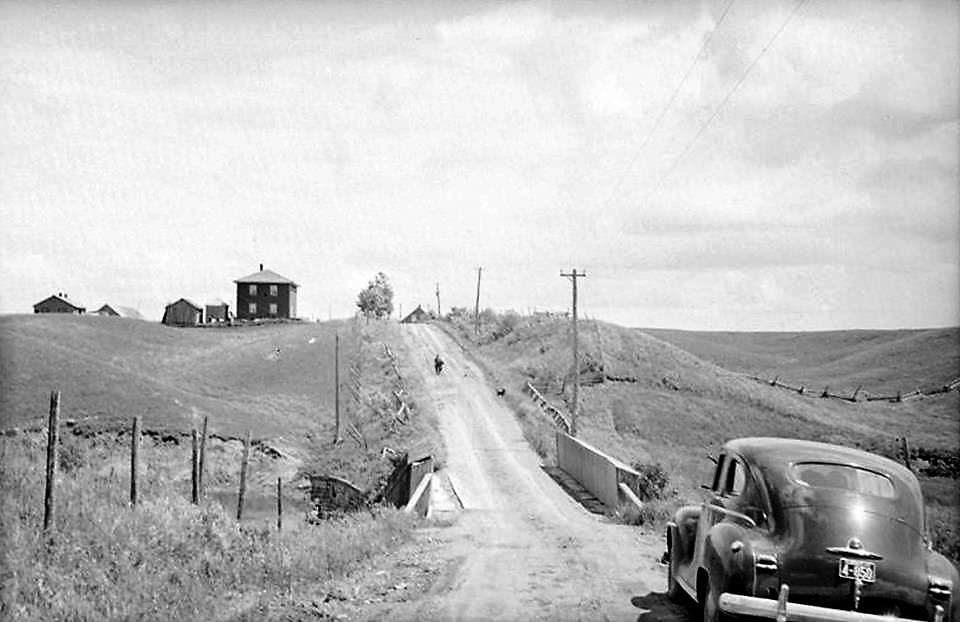
Pont sur la petite rivière Mistouk